# Long Grove
|  | Per a altres significats, vegeu «Long Grove (Iowa)». |

Long Grove és un village («poble» o «vila» en català) al Comtat de Lake (Illinois) a unes 35 milles (56 km) al nord-oest dels afores  de Chicago. Segons el cens del 2020 tenia una població de 8.366 habitants. La vila té estrictes ordenances de construcció per tal de preservar el seu "ambient rural".
D'acord al cens del 2010 Long Grove té una superfície de 12.715 milles quadrades (32.93 km2), de les quals 12.48 milles quadrades (32.32 km2)  (98,15%) son terra ferma i 0.235 milles quadrades (0.61 km2) (1,85%) és cobert d'aigua.

## Història
El poble té ordenances constructives molt estrictes per a preservar el seu "encant rural pristí", incloent restriccions en  voreres, tanques, i fanals a les zones residencials. Avui dia Long Grove és conegut pel seu centre històric, les seves exclusives cases valorades en milions de dòlars; i els esdeveniments anuals entre els quals hi ha festivals dedicats a la xocolata, les maduixes i les pomes que es fan al maig, juny i setembre, respectivament. El pont de Robert Parker Coffin, prop del centre antic, és un pont històric de 1906 que apareix al logotip i als rètols de benvinguda de Long Grove. Degut a la baixa alçada de 8-peu-6-polzada (2.59 m) de la seva coberta, desenes de vehicles hi han xocat els darrers anys.

## Demografia
D'acord al cens del 2000 la vila tenia 6.735 habitants, 1.962 habitatges, i 1.791 famílies. Tenia una densitat de 548.7 habitants per milla quadrada (211.9/km2). S'hi censaren 2.021 habitatges amb una densitat mitjana de 164.6 per milles quadrades (63.6/km2)  (164,6 per milla quadrada). La composició racial del poble era d'un 90,81% de blancs, un 0,94% d'afroamericans, un 0,01% de nadius americans, un 6,77% d'asiàtics, un 0,53% d'altres races i 0,94% de dues o més races. 3,00%. eren hispans o llatins de qualsevol raça.
Dels 1.962 habitatges en un 52,4% hi vivien nens menors de 18 anys, en un 86,4% hi vivien parelles casades, en un 3,2% dones solteres i en un 8,7% no eren unitats familiars. En el 6,3% dels habitatges hi vivia una sola persona, el 2,0% de les quals corresponien a persones de 65 anys o més vivint-hi soles. A cada habitatge hi vivien, de mitjana, 3,26 persones; i la mida mitjana familiar era de 3,42 membres .
La població es repartia en les següents classes etàries: un 31,6% tenia menys de 18 anys, un 4,9% entre 18 i 24, un 23% entre 25 i 44, un 31,5% entre 45 i 60 i un 8,9% 65 o més. La mitjana d'edat era de 41 anys. Per cada 100 dones hi havia 99,3 homes. Per cada 100 dones de 18 o més anys hi havia 94,8 homes.
Els habitatges tenien una renda mediana de 148.150 $ i la renda mediana familiar era de 153.996 $. Els homes tenien una renda mediana de 153.996 $, mentre que la de les dones era de 45.976 $. La renda per capita de la població era de 62.185 $. El 2,6% de la població i l'1,8% de les famílies estaven sota del llindar de pobresa. Respecte al total poblacional, el 3,1% dels menors de 18 anys i el 0,0% dels 65 o més vivien per sota del llindar de pobresa.
| Raça/ etnicitat(NH = no hispans)             | Pob. 2000 | Pob. 2010 | Pob. 2020 | % 2000  | % 2010  | % 2020  |
| -------------------------------------------- | --------- | --------- | --------- | ------- | ------- | ------- |
| Només blancs (NH)                            | 5.960     | 6.597     | 5,867     | 88,49%  | 82,02%  | 70.13%  |
| Negres o afroamericans només (NH)            | 61        | 97        | 134       | 0,91%   | 1,21%   | 1.60%   |
| Nadius dels EUA o Nadius d'Alaska només (NH) | 0         | 1         | 6         | 0,00%   | 0,01%   | 0,07%   |
| Només asiàtic (NH)                           | 456       | 959       | 1.641     | 6,77%   | 11,92%  | 19,62%  |
| Illencs pacífics només (NH)                  | 0         | 0         | 3         | 0,00%   | 0,00%   | 0,04%   |
| Altra raça només (NH)                        | 0         | 9         | 21        | 0,00%   | 0,11%   | 0,25%   |
| Multiracial o de raça mixta (NH)             | 56        | 122       | 265       | 0,83%   | 1,52%   | 3,17%   |
| Hispans o llatins (de qualsevol raça)        | 202       | 258       | 429       | 3,00%   | 3,21%   | 5,13%   |
| Total                                        | 6.735     | 8.043     | 8.366     | 100,00% | 100,00% | 100,00% |